# Slowakischer Karst
Koordinaten: 48° 35′ N, 20° 35′ O

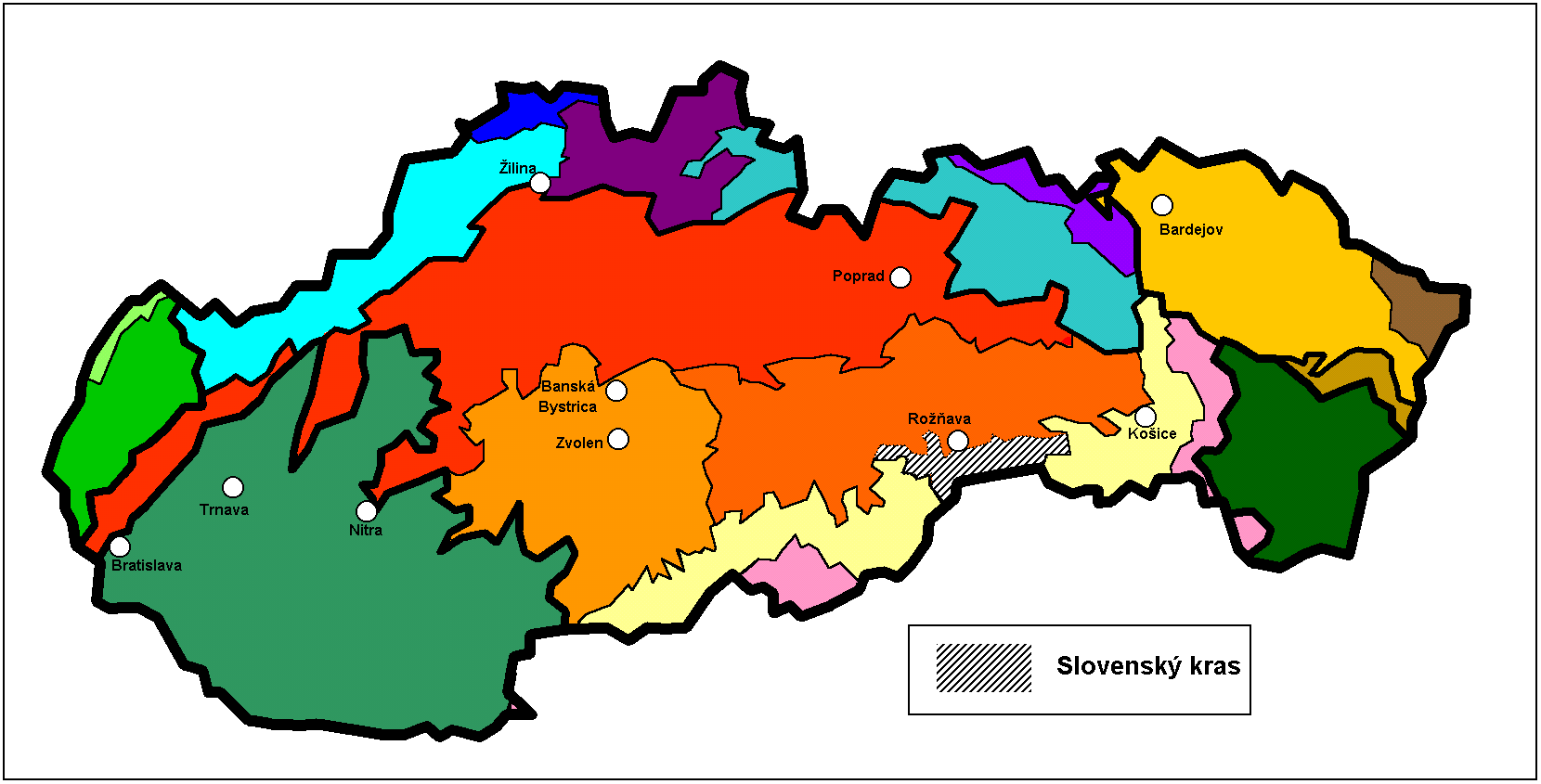
Der Slowakische Karst innerhalb der Geomorphologischen Einteilung der Slowakei

Der Slowakische Karst (slowakisch Slovenský kras) ist einer der randlichen Gebirgszüge am Slowakischen Erzgebirge in der südöstlichen Slowakei und liegt somit in den Inneren Westkarpaten. Das aus einer Reihe von Karstebenen und Dolinen bestehende Gebiet steht seit 1973 unter Naturschutz und ist seit 2002 Nationalpark Slowakischer Karst. Seit 1977 ist der Karst ein Biosphärenreservat der UNESCO; die Höhlen sind ein Teil des UNESCO-Welterbes.

## Landschaftsgeographie, Geologie und Lebensraum

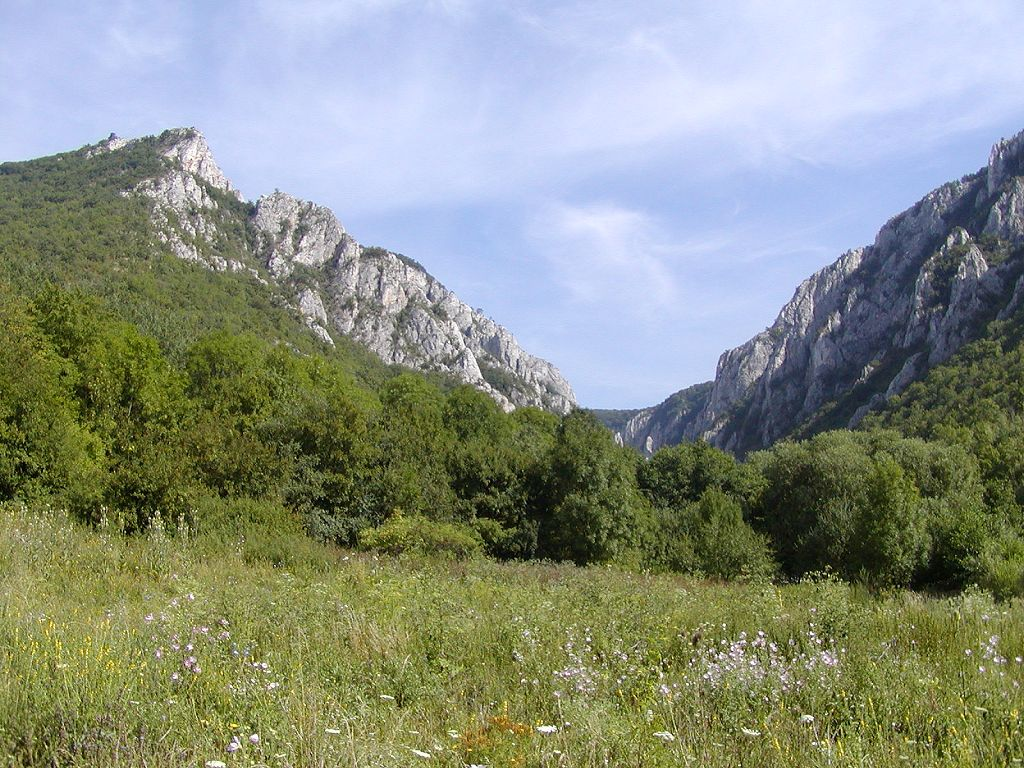
Zádielska tiesňava

Die höchste Erhebung ist der Jelení vrch (947 m) und die wichtigsten Flüsse sind die Slaná, der Štítnik und die Turňa. Das Klima ist warm und gemäßigt kontinental. 
Das Gebiet liegt zwischen dem Slowakischen Erzgebirge und der Rimavská kotlina. Es besteht aus Kalkstein und Dolomit des Mesozoikums, daneben gibt es auch Sandstein und wasserundurchlässiges Schiefergestein. Der Slowakische Karst setzt sich aus fünf tektonischen Einheiten zusammen, die jeweils unterschiedlichen paläogeographischen Zonen entstammen, teilweise als Randbereiche des ehemaligen Thethys-Ozeans interpretiert werden.
Die Ebenen sind von Eichen- und Weißbuchenwäldern, die Hänge von Eichenwald und die Karstsenken von Fichtenwald bedeckt. In den nördlichen Waldgebiete dominieren dagegen Buchenwälder.
Die Karstebenen bilden unterschiedliche Formen, so zum Beispiel als Karstsenken mit Durchmessern bis zu 250 Metern und Tiefen von bis zu 45 Metern, als kegelförmige Berge oder als Trockental. Der unterirdische Karst zeichnet sich vor allem durch seine tiefen vertikalen „Schlunde“ aus:
- Čertova diera („Teufelsloch“; −186 m)
- Brázda („Furche“; −181 m)
- Malá železná priepasť („Kleiner Eisenschlund“; −142 m)
- Diviačia priepasť („Wildsauschlund“; −122 m)

Einige dieser Schlunde sind schon zusammengefallen, z. B. die Silická ľadnica (Silica-Eisschlund, −110 m).
Die Region ist bekannt für ihre vielen Höhlen, von denen die Jaskyňa Domica (Domica-Höhle), die Gombasecká jaskyňa (Gombeseker Höhle), die Jasovská jaskyňa (Jossauer Höhle) und die Ochtinská aragonitová jaskyňa (Ochtinaer Aragonithöhle) für die Öffentlichkeit zugänglich sind. Andere erwähnenswerte Höhlen sind noch die Krásnohorská jaskyňa und die Hrušovská jaskyňa. Darüber hinaus gibt es viele Karstseen; der größte von ihnen ist der Jašteričie jazero (übersetzt „Eidechsensee“).
Im Slowakischen Karst kommen auch einige seltene Pflanzen vor, so zum Beispiel:
- Hunds-Zahnlilie (Erythronium dens-canis)
- Ungarische Lotwurz (Onosma tornensis)
- Grünes Kopfgras (Sesleria heufleriana)
- Hainburger Federnelke (Dianthus lumnitzerii)

und auch seltene Tiere wie:
- Kaiseradler (Aquila heliaca)
- Schlangenadler (Circaetus gallicus)
- Rötelfalke (Falco naumanni)

## Landschaftliche Gliederung
Teile (von Westen nach Osten):
- Jelšavský kras (Eltscher Karst)
- Koniarska planina (Koniarskaer Ebene)
- Plešivská planina (Pleissnitzer Ebene)
- Silická planina (Siliczaer Plateau)
- Turnianska planina (Tornauer Ebene)
- Horný vrch („Oberberg“)
- Dolný vrch („Niederberg“)
- Zádieler planina (Zádielskaer Ebene)
- Jasovská planina (Jossauer Ebene)